# Вставная новелла
Вставна́я нове́лла (также сюжет в сюжете (англ. story within a story), вставная история, вставной рассказ) — внесюжетный элемент повествования: фрагмент текста художественного произведения, напрямую не связанный с основным повествованием, но подчиненный главной мысли произведения. Роль вставной новеллы часто играет рассказ персонажа, история найденного документа, историческое событие и др. И по стилю, и по манере повествования такие новеллы отличаются от основной повествовательной линии романа. 
Обычно встречается в прозе (в пьесе Уильяма Шекспира «Гамлет», «Повесть о капитане Копейкине» в поэме Гоголя «Мёртвые души», сон Обломова в романе Гончарова «Обломов», рассказы деда Щукаря в романе М. Шолохова «Поднятая целина»). Примером вставной новеллы в поэзии может служить рассказ старого цыгана об Овидии в поэме Пушкина «Цыганы».

## Роль в литературе
Вставная новелла обычно содержит существенную для произведения в целом мысль, которую автор не счел возможным или уместным выявить в ходе основного повествования.
Функционирование вставных новелл в каждой из разновидностей романа отличается своеобразием. Новеллистичность как жанрообразующий фактор готических романов создает повышенную сложность и неоднородность их пространственно-временной организации. Вставная новелла всегда сигнализирует о смене времени и места действия, что создает «тот самый эффект диалогичности, без которого, немыслим роман нового времени».
В основном повествовании всё реалистически мотивировано, обосновано, объяснено. В новеллах обычно всё носит полусказочный, условный характер. Например, герои, отделенные друг от друга годами и расстояниями, внезапно встречаются на одном постоялом дворе. Словно по волшебству всё проясняется и улаживается.

### Дон Кихот
Вставные новеллы в «Дон Кихоте» Сервантес вводил в роман, вынужденный к этому особенностями его построения. Как и в плутовском романе, все эпизоды книги группируются вокруг центральной фигуры. Герой странствует, и с ним происходят различные приключения, во время которых он сталкивается с разными людьми. Так строилось большинство романов XVII—XVIII веков.
Так как в распоряжении Сервантеса не было других композиционных средств, он использовал «сюжеты в сюжете», чтобы показать мир с разных сторон, раскрыть те стороны жизни, которые непосредственно не связаны с героем. Писателю нужно было показать, что существовал романтический мир Ренессанса, очень непохожий на ту прозаическую Испанию, на фоне которой действует Дон Кихот. Но вставные новеллы важны и для более широкого раскрытия основной темы романа.

## В готической литературе
Вставная новелла — композиционный приём в английской готической прозе (XVIII—XIX вв.), который, согласно исследованию О. В. Лебедевой, эволюционировал от сюжетного дополнения до инструмента психологического анализа.

### Структурная специфика

#### Диалогичность нарратива
у Уолпола («Замок Отранто») вставные эпизоды нарушают линейность, создавая ретроспективы (история монаха Джерома раскрывает тайну его рождения), у Метьюрина («Мельмот Скиталец») новеллы становятся предметом обсуждения персонажей, формируя «эффект беседы» — текст анализируется в тексте.

#### Жанровый синтез
Вставные истории заимствуют элементы романной поэтики: поляризация персонажей по схеме «добродетель vs. порок» (например, в «Провансальской новелле» Рэдклиф), условные пространства: замки с лабиринтами, «оживающие» портреты, проклятые аббатства, эволюция сверхъестественного: от материальных призраков (кровь, телесные деформации) — к метафизическим «призракам совести» у Метьюрина.

### Сюжетные особенности
| Период                       | Произведения                                                 | Основные характеристики                                                                                  |
| ---------------------------- | ------------------------------------------------------------ | --- |
| Ранняя готика (1764—1790-е)  | «Замок Отранто» (Уолпол), «Провансальская новелла» (Рэдклиф) | авантюрная интрига, внешние события (месть призрака, похищения), схематичность                           |
| Поздняя готика (1800—1820-е) | «Рассказ испанца» (Метьюрин)                                 | доминирование внутренних конфликтов, чувства как «события», монологи-исповеди (например, история монаха) |

### Эстетика страха
У ранних авторов был акцент на физическом ужасе — кровавые сцены, привидения, «говорящие» артефакты, а у Метьюрина происходит смещение к моральным терзаниям. По мнению Лебедевой, «ковыряние в человеческих сердцах» (анализ греха, раскаяния) заменяет традиционные убийства.

### Историко-литературное значение
Таким образом, вставная новелла, во-первых, стала «лабораторией жанрового синтеза», объединив условность готического романа и лаконичность новеллистической формы, во-вторых, предвосхитила психологизм викторианской прозы (например, мотивы «Дракулы» Стокера) и технику «рассказа в рассказе» в постромантической литературе, наконец, отразила общую эволюцию жанра: от зрелищности — к усложнению условности, от внешней событийности — к драматургии подсознания.

## В русской литературе

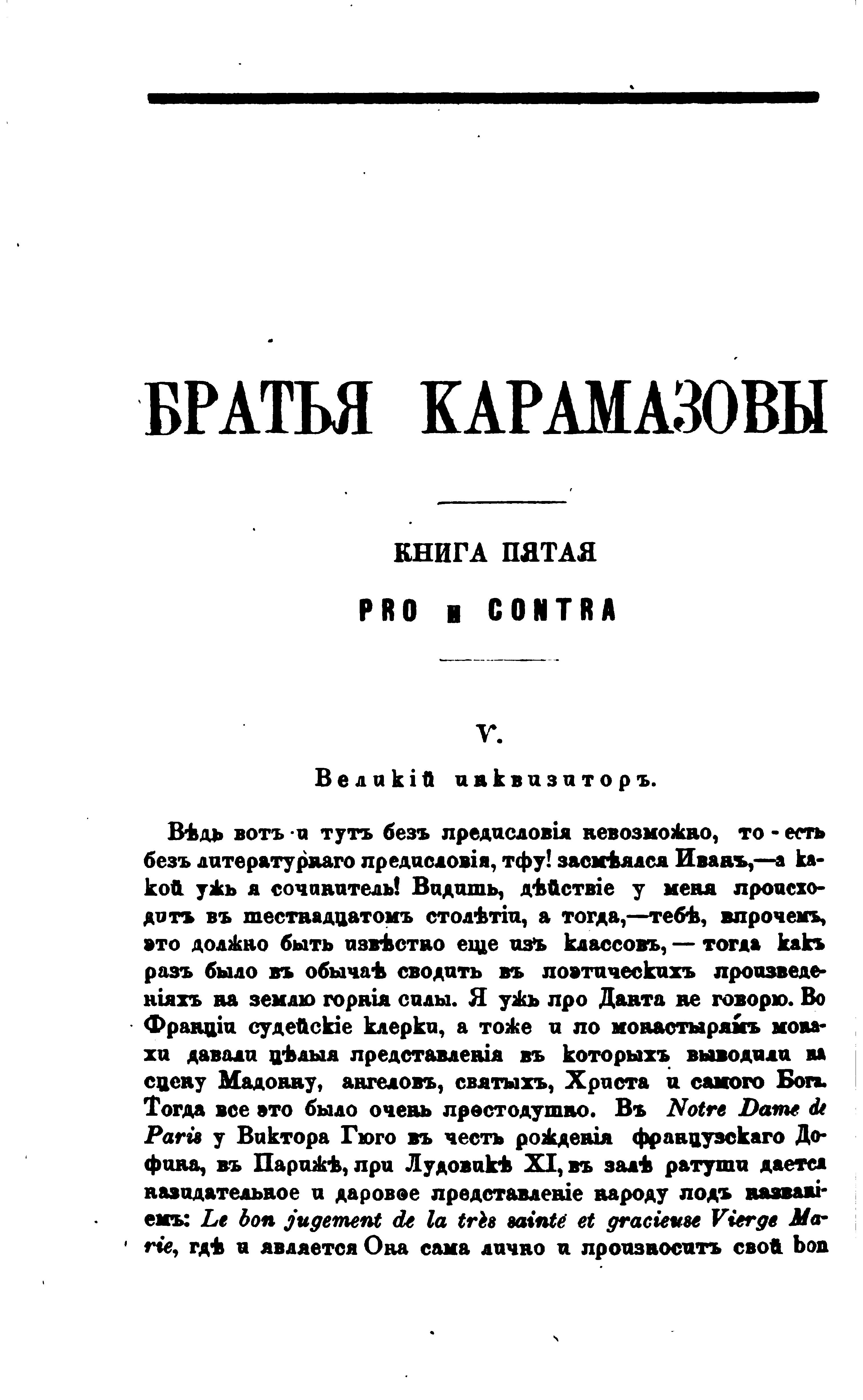
Первая публикация «Великого инквизитора» в журнале «Русский вестник»

Одним из наиболее известных примеров вставных новелл в русской литературе является «Великий инквизитор» в пятой главе второй части романа Достоевского «Братья Карамазовы» — притча, рассказанная одним из братьев для того, чтобы объяснить своё видение вопросов религии и этики. Эта притча способствует возникновению нового представления у читателя о предшествовавших событиях и героях романа. К этому же жанру можно отнести житие отца Зосимы, авторство которого в романе приписывается самому младшему из братьев Алексею Карамазову.
Тем не менее ещё до Достоевского вставные истории появляются в русской литературе XVIII века как в эпической поэме «Россиада» М. М. Хераскова, так и в романах Ф. А. Эмина («Русские повести») и М. Д. Чулкова («Пригожая повариха, или Похождение развратной женщины»), где они могут быть как единичными, так и множественными, формируя сложные «каскады» нарративных уровней. В произведениях М. И. Попова и В. А. Левшина вставные истории служат для развития сюжета и объединения различных эпизодов в единую структуру.
В XIX веке традиция развивается: в «Славенских вечерах» В. Т. Нарежного и в сборнике «Вечера на хуторе близ Диканьки» Н. В. Гоголя вставные истории противопоставляют «реальное» и «фантастическое». В «Повести Белкина» А. С. Пушкина рамка используется для организации системы точек зрения. В философском романе «Русские ночи» В. Ф. Одоевского вставные истории становятся аргументами в диалоге, а их соотношение с рамкой требует специальной интерпретации.
В классической прозе И. С. Тургенева и Ф. М. Достоевского вставные истории выполняют психологические, идеологические и философские функции: раскрывают характеры, служат притчами или средствами испытания истины. В поэзии XIX века (например, у Н. А. Некрасова, поэма «Кому на Руси жить хорошо») вставные истории становятся ответами на ключевые вопросы рамочного повествования.
В XX веке функции вставных историй усложняются: они могут быть биографическими эпизодами, легендами или письмами, а их границы размываются (например, в рассказах И. А. Бунина, повестях М. Горького, произведениях А. П. Чехова). В советской литературе вставные истории встречаются реже, но сохраняют значение в романах М. А. Шолохова и Б. Л. Пастернака («Доктор Живаго»), где способствуют многоголосию и вариативности повествования.
В постмодернистской и современной прозе вставные истории часто теряют чёткие границы, «вливаются» в общий нарративный поток, а их функция — создание эффекта двойственности, незавершённости и многозначности смысла произведения.
Таким образом, вставная новелла в русской литературе прошла путь от приёма расширения мира повествования и усложнения композиции до инструмента философского анализа, психологической глубины и постмодернистской игры с традицией и нарративными уровнями.

## В модернизме
Роман Владимира Набокова «Бледный огонь» формально построен в виде стихотворения (поэмы) некоего поэта. К стихотворению дан литературоведом и биографом поэта пространный комментарий. Основную информацию о поэте, о событиях, скрывающихся за строками поэмы или, наоборот, выдуманных комментатором, читатель узнаёт именно из комментария. Автор комментария позволяет себе отступать от привычного стиля комментария, заявляет о личном знакомстве с поэтом и их не всегда гладких взаимоотношениях. Таким образом, основным повествованием является именно комментарий к заглавной поэме, а не сама поэма.

## В кино
Психологический триллер 2004 года «Метод» с Элизабет Хёрли построен на этом приёме. В данной ленте параллельно показаны две временные шкалы — съёмки кино на съёмочной площадке и собственно сам фильм.